# Cordillera Ártica
La cordillera Ártica (a veces llamada, cordillera del Ártico o también Rocosas del Ártico) (en inglés, Arctic Cordillera o Arctic Rockies) es un gran sistema montañoso de cordilleras profundamente fracturadas localizado en las costas nororientales de América del Norte. Se extienden desde la punta norte de la península de Labrador, ocupan toda la costa oriental de isla de Baffin y la mayor parte de las islas de la parte nororiental del archipiélago ártico canadiense, hasta isla de Ellesmere, cubriendo una distancia de más de 2.700 km. 
El sistema montañoso tiene muchas cumbres heladas, abundantes glaciares y algunos de los campos de hielo mayores de Canadá, como el Penny Ice Cap en la isla de Baffin. La cordillera limita al este con las aguas de la bahía de Baffin, del estrecho de Davis y del mar de Labrador y, en su parte norte, está limitada por el océano Ártico.
Administrativamente pertenece en su casi totalidad al territorio autónomo de Nunavut, aunque su extremo sudeste es el extremo septentrional de la península del Labrador, que pertenece a las provincias de Terranova y Labrador y Quebec.

## Descripción

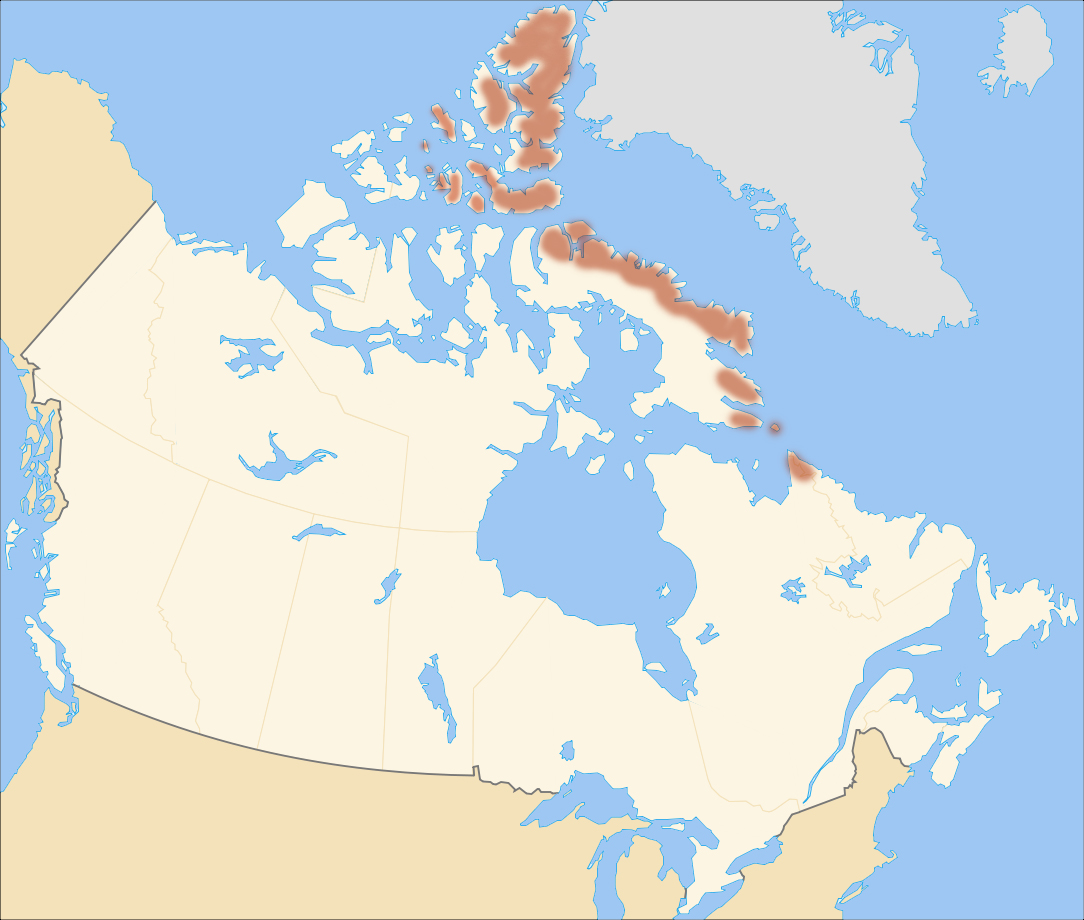
Mapa con la localización de la cordillera Ártica.

El sistema se divide en una serie de cordilleras, con montañas con alturas de más de 2000 metros. La cumbre más alta del grupo es el pico Barbeau en la isla de Ellesmere (2616 metros), que es también el punto más alto en el este de América del Norte. El sistema es también uno de los dos principales sistemas montañosos de Canadá, siendo el otro el de las Montañas Rocosas al oeste de Canadá. Algunos de los picos más altos de Canadá, aunque poco conocidos, se encuentran en esta cordillera, que ofrece algunos de los más espectaculares paisajes.
La cordillera Ártica es una de las ecozonas de Canadá, una ecozona estrecha en comparación con las otras ecozonas canadienses. La mayor parte de esta ecozona bordea las fronteras del Ártico del Norte, mientras que el pequeño sector del Labrador forma parte del escudo de Taiga. Sin embargo, bordear el Escudo de Taiga no parece afectarle ni a esta ecozona ni a las limítrofes, debido a que sus propiedades biológicas parecen ser opuestas (clima frío frente clima cálido; diferentes especies de plantas y animales). Si bien el sistema montañoso de la cordillera Ártica incluye la mayoría de las islas árticas y regiones como isla de Bathurst, isla Cornwall, isla Amund Ringnes, isla Ellef Ringnes, isla de Ellesmere, isla de Baffin, isla Bylot y Labrador, la ecozona de la cordillera Ártica solo comprende las islas Ellesmere, Baffin, Axel Heiberg, Bylot y Labrador.

## Geografía

### Regiones

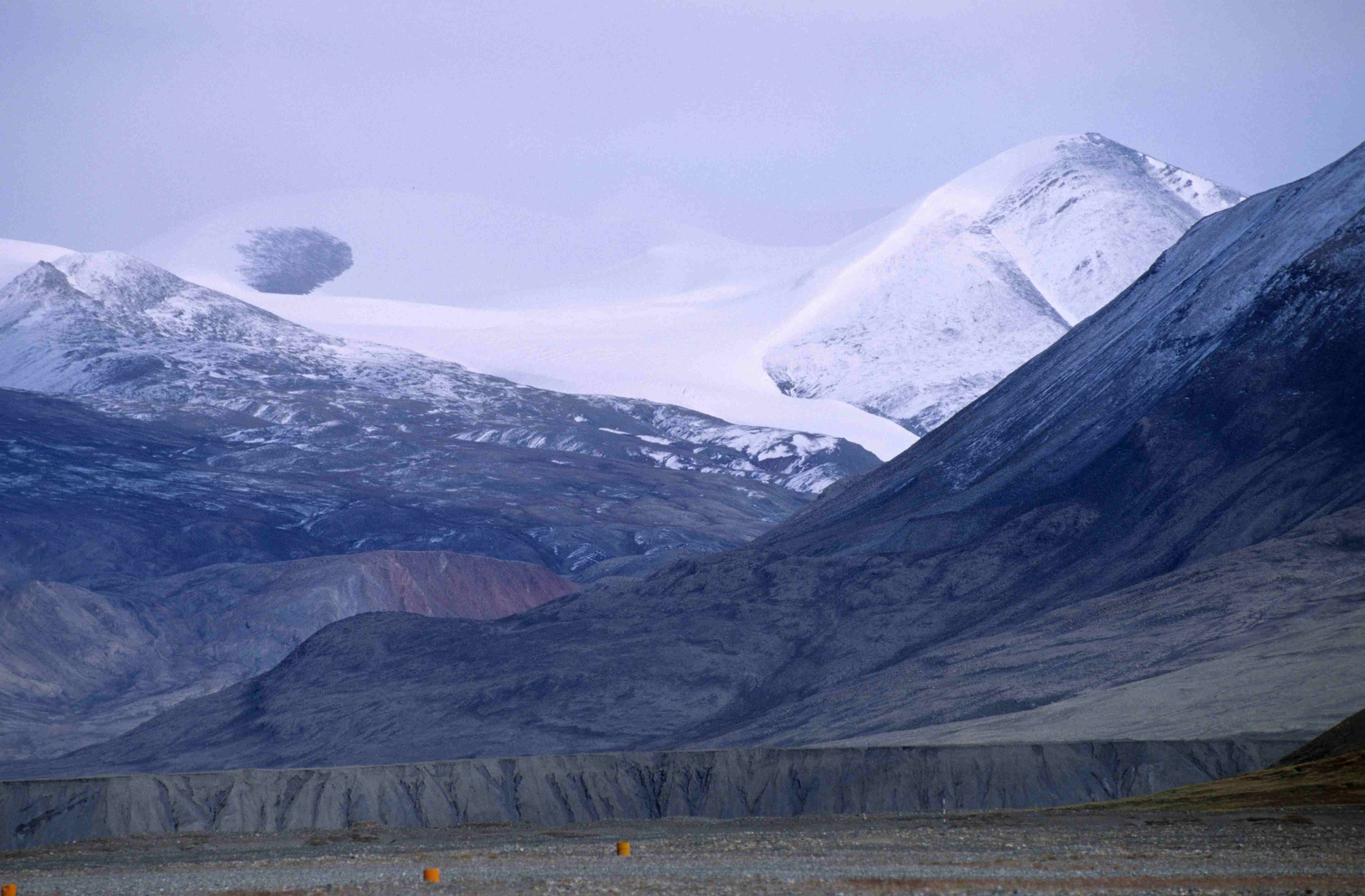
La cordillera Conger y el casquete Ad Astra (isla Ellesmere).

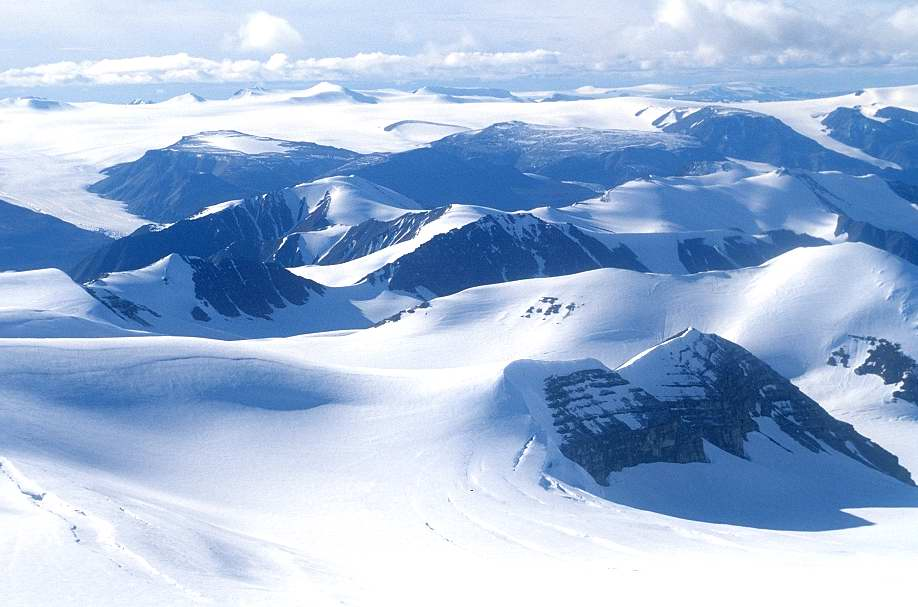
La cordillera Osborn, vista de Twin Otter (isla Ellesmere).

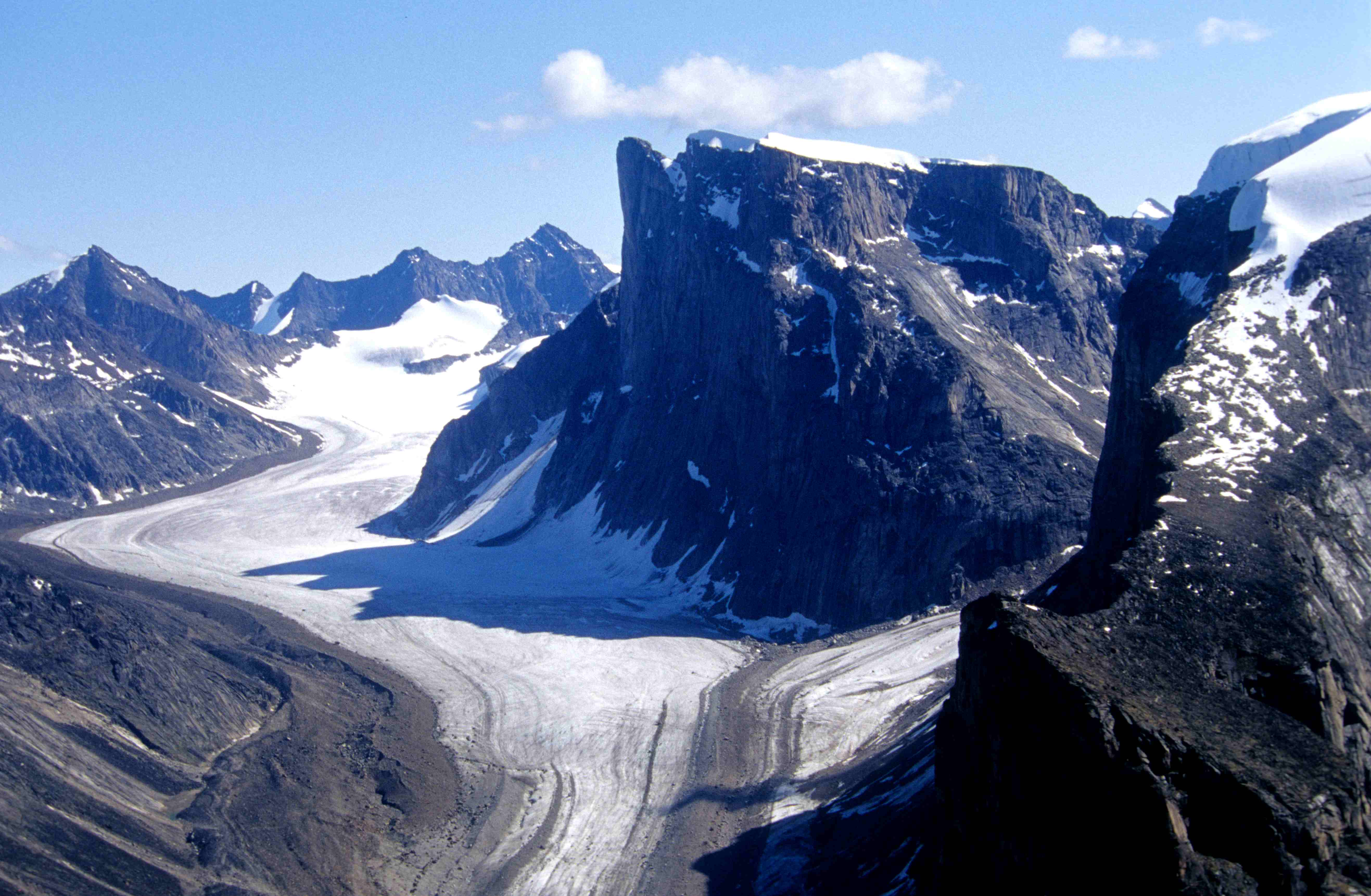
Parque Auyuittuq, con las características formaciones rocosas y glaciares (isla Baffin).

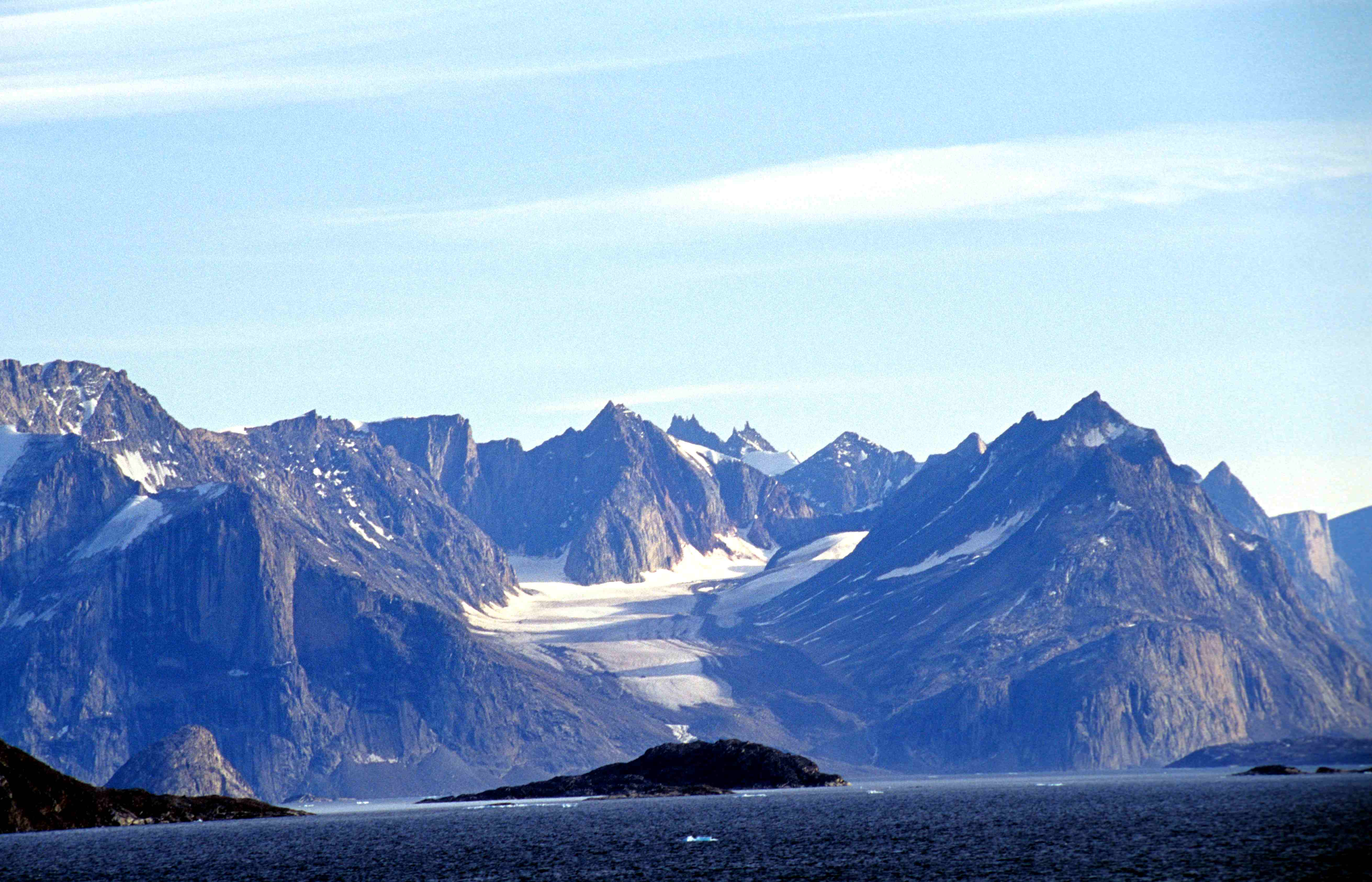
Fiordo Nedlukseak (estrecho de Davis) y vistas de las montañas (isla Baffin).

La cordillera Ártica contiene numerosas regiones, ya que se desarrolla por varias de las islas canadienses y tiene muchas subcordilleras con nombres oficiales. De norte a sur, las islas son las siguientes:
- Isla de Ellesmere, que con 196.235 km², por tamaño, es la 3.ª de Canadá y la 10.ª isla más grande del mundo. La cordillera ocupa gran parte de la isla, lo que la convierte en la más montañosa de las islas del archipiélago ártico. Se considera parte de la islas de la Reina Isabel, con cabo Columbia es el punto más septentrional de la tierra en Canadá. Los primeros habitantes de la isla de Ellesmere eran pequeñas bandas de Inuit que cazaban en la zona el caribú, buey Almizclero y algunos mamíferos marinos aproximadamente 2000-1000 a. C. Las principales cordilleras en la isla son: Montañas Blackwelder y Montañas Azules en la parte oriental; Montañas Victoria y Alberto, a lo largo de la costa oriental; Colinas Boulder, Cordillera Imperio Británico, Montañas Krieger, Cordillera Osborn, Cordillera de los Estados Unidos y Cordillera Garfield, en el norte; Montañas Challenger, en el noreste; Montañas Príncipe de Gales, en la parte central; Picos Thorndike, en el sur; Montañas Inglefield, en el sureste; Cordillera Sawtooth, entre la península Posheim y valle Wolf; y Cordillera Conger, en el sur del Parque nacional Quttinirpaaq; y parte de las montañas Innuitianas, que recorren varias islas.

- Isla Axel Heiberg, con 43.178 km², la más grande de las islas Sverdrup, la 7.ª de Canadá y la 31.ª del mundo. Las principales cordilleras en la isla son: Colinas Geodésicas, Cordillera Princess Margaret, Cordillera Princess Margaret, Picos White Triplets y Cordillera Suiza, en la parte central; Cordillera Joy, en el sureste; y parte de las montañas Innuitianas, que recorren varias islas.

- Isla Ellef Ringnes, con 11.295 km², es la 16.ª isla de Canadá y la 69.ª del mundo.
- Isla Amund Ringnes, con 5525 km², es la 25.ª isla de Canadá y la 111.ª del mundo.
- Isla Cornwall, con 2358 km², es la 33.ª isla de Canadá.
- Isla Lougheed, con 1308 km², es la 43.ª isla de Canadá.
- Isla Vanier, con la cordillera Adam e isla Coburg, son dos pequeñas islas recorridas por las montañas Innuitianas, que recorren también otras islas.
- Isla de Bathurst, con 16.042 km², es la 13.ª isla de Canadá y la 54.ª del mundo. Las principales cordilleras en la isla son: cordillera Grogan Morgan, cordillera Jeffries y cordillera Stokes, en el norte; las Colinas Scoresby, en el este; y parte de las montañas Innuitianas, que recorren varias islas.

- Isla Devon, la mayor isla deshabitada de la Tierra, la 2.ª de las islas de la Reina Isabel, la 6.ª de Canadá y la 27.ª del mundo. Las principales cordilleras en la isla son: Montañas Cunningham, en el sur; cordillera Duero, cordillera Grinnell y cordillera Haddington, en el noroeste; y Montañas Treuter, en el norte; y en el noroeste, parte de las montañas Innuitianas, que recorren varias islas.

- isla Bylot, con 11.067 km², es la 17.ª isla de Canadá y la 71.ª del mundo. Está cubierta en gran parte por la Cordillera Ártica y la principal cordillera son las Montañas Byam Martin.
- isla de Baffin, con 507.451 km², es la 3.ª de Canadá y la 5.ª isla más grande del mundo. Las principales cordilleras en la isla son: Montes Baffin, a lo largo de la costa oriental; Montes Bruce, en la parte oriental; Montañas Everett, al oeste de bahía Frobisher Bay; Montañas Hartz, en el norte; y Montañas Precipitous y Montañas Krag, en la parte centro-norte.

- Península del labrador, en la parte continental, con la cordillera Selamiut y las montañas Torngat.

### Áreas protegidas

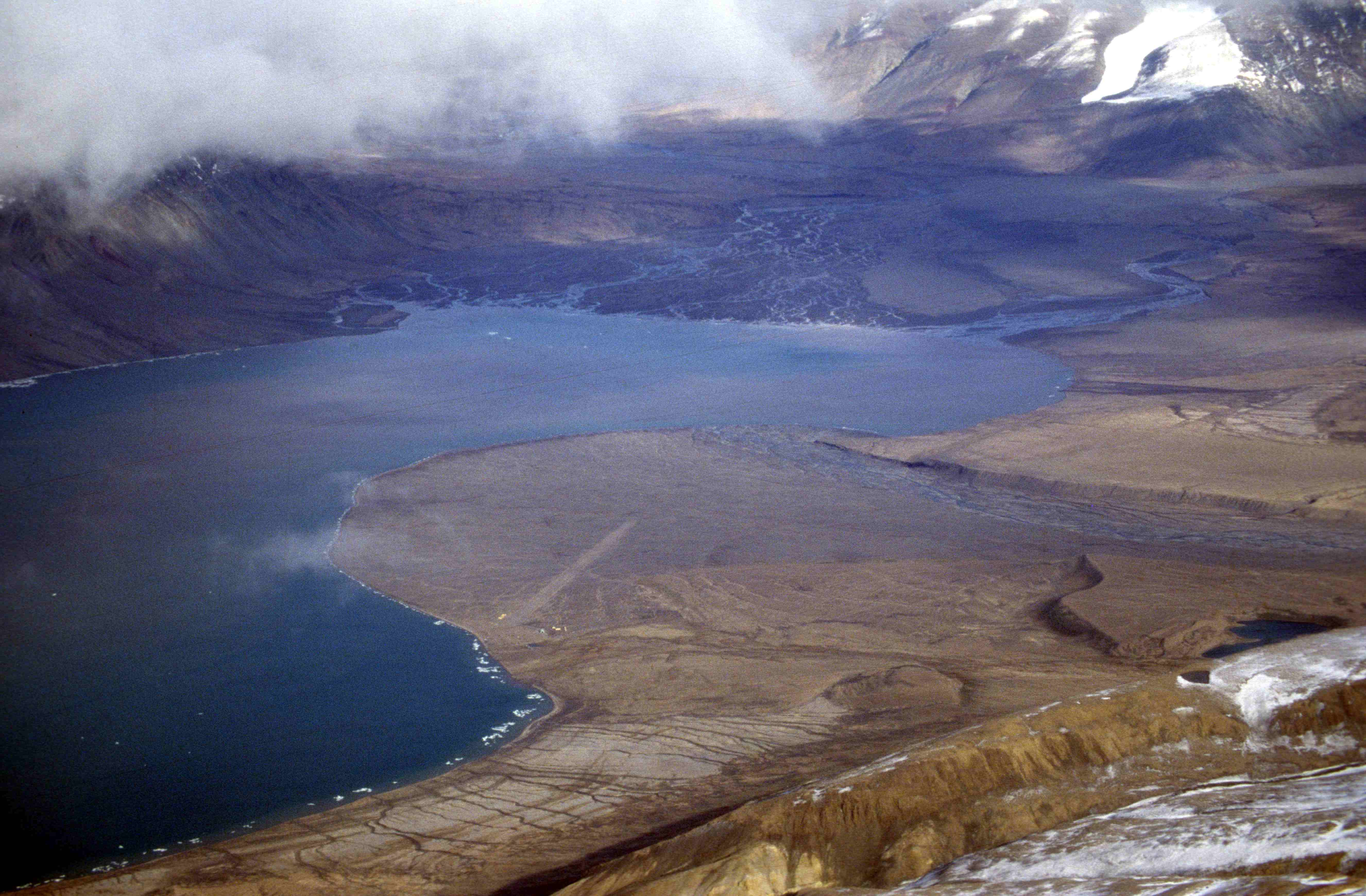
Fiordo Tanquary, mostrando la confluencia del río de la Fuerza Aérea, río Rollrock y río Macdonald.

Parte de la cordillera Ártica está protegida al pertenecer a parques nacionales de Canadá. Son los siguientes:
- Parque nacional Quttinirpaaq (antiguo Parque nacional Isla Ellesmere), que ocupa más de una quinta parte de isla Ellesmere y que comprende siete fiordos y una variedad de glaciares, así como el lago Hazen, el mayor lago del mundo al norte del círculo polar ártico. El pico Barbeau, la montaña más alta de Nunavut (2616 m s. n. m.) se encuentra en la cordillera del Imperio Británico en la isla de Ellesmere. La cordillera más boreal del mundo, las montañas Challenger están situadas en la región noroeste de la isla. El lóbulo norte de la isla se llama Grant Tierra. En julio de 2007, un estudio observó la desaparición de hábitat para las aves acuáticas, invertebrados y algas en la isla de Ellesmere. De acuerdo con John P. Smol de la Queens University en Kingston, Ontario, y Marianne S.V. Douglas de la Universidad de Alberta en Edmonton, las condiciones de calentamiento y evaporación han causado ya cambios en los niveles de agua y en la química de los estanques y humedales en la zona. Los investigadores señalaron que "en la década de 1980, a menudo necesitaron llevar botas altas de cadera para caminar por los estanques... mientras que en 2006 las mismas zonas estaban lo suficiente secas como para arder.

- Parque nacional Sirmilik, en el norte de isla Baffin, lugar de campamentos de grandes poblaciones de Uria lomvia, gaviota de patas negras tridáctila y ánsar nival. El parque comprende tres zonas, isla Bylot, Oliver Sound y la península Borden.

- Parque nacional Auyuittuq, en la península Cumberland también en isla Baffin. Las características de muchos terrenos de Ártico natural, como fiordos, glaciares, y campos de hielos. En inuktitut -el idioma de Nunavut de los pueblos aborígenes, Inuit - Auyuittuq significa "la tierra que nunca se derrite". Aunque Auyuittuq se estableció en 1976 como un parque nacional de reserva, que pasó a ser un completo parque nacional en 2000. Los picos más altos y conocidos del parque son el monte Asgard y el monte Thor con 1250 metros.

- Reserva Parque nacional de las montañas Torngat, en la península de Labrador, abarca gran parte del extremo sur de la cordillera Ártica. Se protegen muchas especies silvestres del Ártico, como caribú, oso polar s, halcón peregrino y el águila real. El parque fue establecido el 22 de enero de 2005, y es el primer parque nacional que se crea en Labrador.

### Glaciares y casquetes de hielo

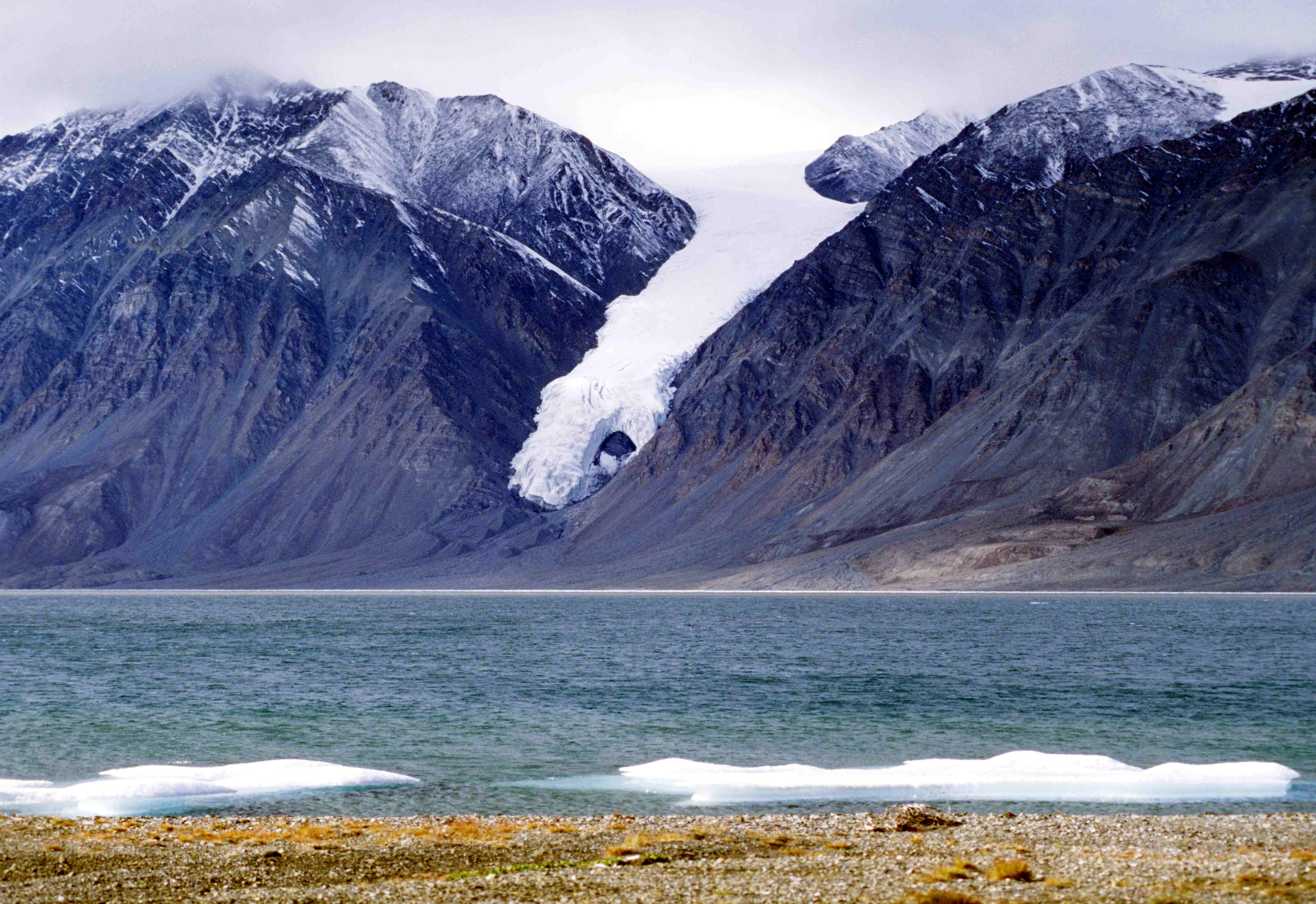
Glaciar Gull en Fiordo Tanquary.

Las cordilleras y cordales más secos de la parte norte de la cordillera Ártica están en gran parte cubiertos con campos de hielo, mientras que los glaciares son más comunes en las estribaciones más húmedas del extremo sur. Grandes áreas de la isla Ellesmere están cubiertas de glaciares y hielo, como el campo de hielo Manson y Sydkap, en el sur; el campo de hielo Príncipe de Gales y el casquete polar Agassiz en el centro-este de la isla; además de amplias partes cubiertas de hielo en el norte de la isla. La costa noroeste de isla Ellesmere estaba cubierta por una plataforma de hielo continua, de 500 km de largo, hasta el siglo XX. La plataforma de hielo de Ellesmere se vio reducida en un 90 % durante el siglo XX debido al calentamiento global, dejando aisladas las barreras de hielo de Alfred Ernest, Ayles, Milne, Ward Hunt y Markham.
Una campaña de reconocimiento de 1986 de las barreras de hielo de Canadá encontró que 48 km² (3,3 km³) de hielo se habían desprendido de la plataforma de hielo Milne y la plataforma de hielo de Ayles entre 1959 y 1974. La plataforma de hielo Ward Hunt, la más importante por su sección (> 10 m) de la costa norte, perdió más de 600 km de hielo en un desprendimiento masivo en 1961-62. Asimismo, se redujo en un 27 % en el espesor (13 m) entre 1967 y 1999. La desintegración de las plataformas de hielo de Ellesmere ha continuado durante el siglo XXI: la plataforma de hielo Ward experimentó importantes desprendimientos durante el verano de 2002; la de Ayles sufrió una gran separación el 13 de agosto de 2005, el mayor colapso de la plataforma de hielo en 25 años, 66 km², que pueden suponer una amenaza para la industria petrolera en el mar de Beaufort.
El casquete polar Barnes se encuentra en la parte central de isla Baffin y está en retirada, al menos, desde principios de la década de 1960, cuando la Subdivisión geográfica del entonces Departamento de Minas y reconocimientos técnicos («Department of Mines & Technical Surveys») envió un equipo de estudio de tres hombres o a la zona para medir el rebote isostático y las características del valle del río Isortoq.

## Geología
La parte norte de la cordillera Ártica fue levantada durante la orogenia Innuitiana cuando la placa Norteamericana se trasladó hacia el norte a mitad de la era mesozoica. Contiene rocas ígneas y rocas metamórficas, pero en su mayor parte está compuesta de roca sedimentaria. Las montañas de isla Axel Heiberg consisten principalmente en largas cordilleras plegadas en mitad de la era mesozoica y estratos de la era paleozoica con menores intrusiones ígneas.
La cordillera Ártica es una cordillera más joven que los Apalaches, por lo que la erosión no ha tenido tiempo para reducirla a redondeadas colinas. Las montañas también son estériles debido a que los árboles no pueden ni sobrevivir a las temperaturas del invierno, extremadamente frío, ni crecer durante los cortos veranos. Vastas zonas están cubiertas de hielo permanente y nieve. La cordillera Ártica se asemeja a los Apalaches en composición y tipos similares de minerales, aunque esos recursos minerales no han sido muy explotadas debido a que la lejanía de la región hace demasiado costoso su desarrollo, mientras existan alternativas más baratas al sur.
Las montañas en el sureste de isla Ellesmere están formadas principalmente por gneis granítico, migmático, intrusivas indiferenciadas y rocas volcánicas. Se caracterizan por ser altamente erosionables, con importantes y profundas fisuras verticales y estrechas repisas.
La cordillera Ártica forma el borde oriental del Escudo Canadiense, que abarca gran parte del paisaje canadiense. Las rocas del Precámbrico son el principal componente de la base rocosa.

### Vulcanismo

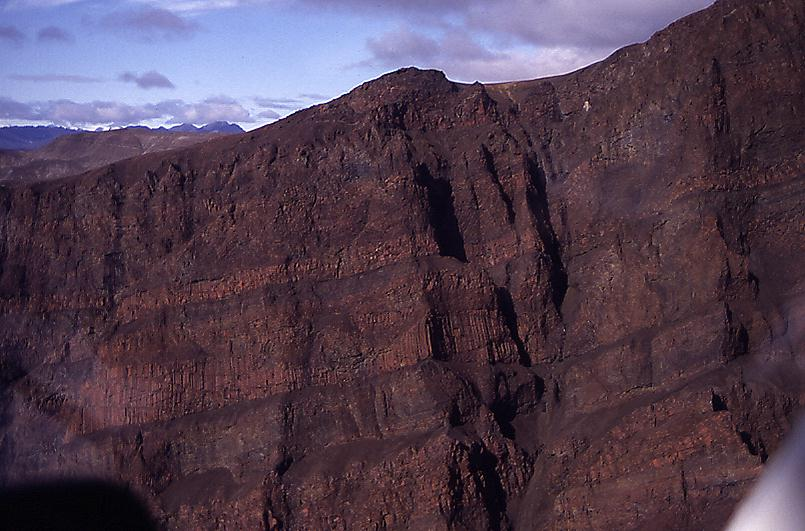
Acantilados Dragón, incluyendo inundaciones de basalto y capas de lava.

Las montañas de roca volcánica tiene una edad entre 1200 millones a 65 millones de años. Las lavas y volcanes de isla de Ellesmere, del Cretácico superior, han sido inciertamente asociadas tanto a los principios de la actividad volcánica del punto caliente de Islandia como a la cresta Alpha Ridge. A pesar de que estas actividades volcánicas tienen alrededor de 90 millones de años, los volcanes y sus cenizas aún pueden ser vistos.
La formación fiordo Strand, del Cretácico superior, se interpreta como representante de la extensión de la desviación cratógena de la cresta Alpha, una cordillera volcánica que estuvo activa durante la formación de la cuenca amerasiática.[cita requerida] La formación es parte de la espesa sucesión de la Cuenca Sverdrup e inmediatamente anterior al naufragio final de la cuenca. Las rocas volcánicas del fiordo Strand se encuentra en los delgados estratos marinos hacia el sur, con un máximo espesor de más de 789 metros en el noroeste de isla Axel Heiberg, en un acantilado cerca de la orilla sur de la isla. Basaltos tholeiiticos, islandita basalto corrientes son los principales constituyentes de la formación con conglomerados piroclásticos, aunque areniscas, mudstones raras y costuras de carbón también están presentes.[cita requerida] Los flujos de lava varían en grosor, de 6 a 60 m, y predominan los flujos subaéreos. Tanto la lava pahoehoe como la lava Aa son comunes y la pila volcánica acumulada lo es mayoritariamente por erupciones efusivas de lavas.[cita requerida] Las litologías piroclásticas se vuelven más comunes cerca de los bordes sur y este de la formación y representan lahares y playas con trabajados depósitos marinos. La formación contiene escaleras de basalto que se encuentran en el oeste de isla Axel Heiberg, en Acantilados Dragón, a 300 metros de altura. Contiene unidades juntas columnares, que tiene generalmente de 1 a 3 metros de diámetro.[cita requerida]
La formación lago Bravo, en el centro de isla Baffin, es una rara sucesión alcalina que se formó como resultado de una fisuración submarina durante el Paleoproterozoico. Las lavas del cinturón volcánico muestran características geoquímicas similares a los modernos grupos de islas oceánicas de basalto. El rango de perfiles REE, de moderada a intensamente fraccionada, es similar al de Hawái, de basaltos tholeiiticos a lavas extremadamente alcalinas.

## Flora y fauna

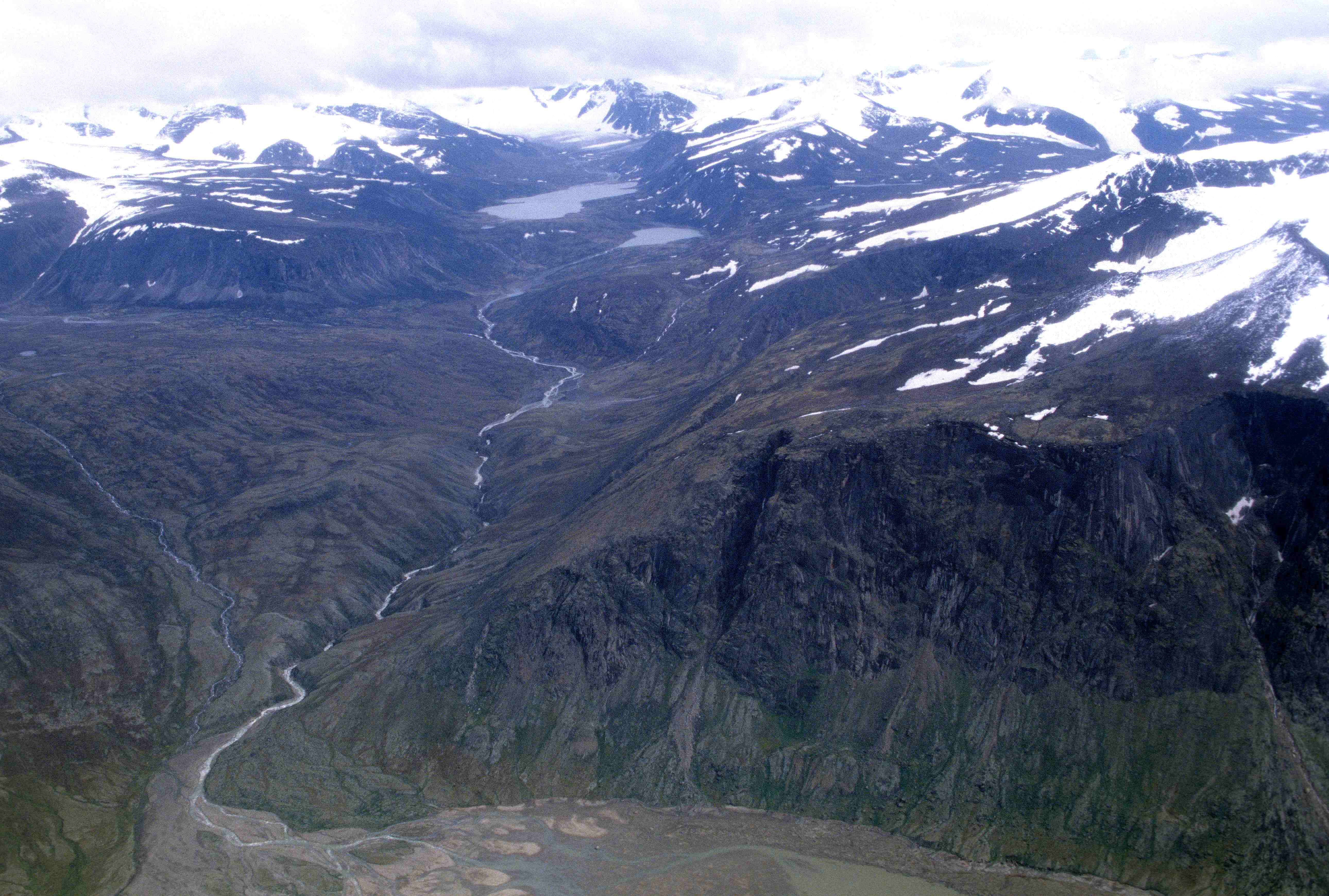
Qijuttaaqanngittuq valle en el sur Baffin Montañas.

No puede crecer mucho en un medio ambiente tan severo, donde las heladas mortíferas pueden darse en cualquier momento del año e incluso el mismo suelo es raro. Las tres cuartas partes de la tierra es roca desnuda, e incluso los líquenes tienen problemas para sobrevivir. Apenas hay árboles y las plantas que aparecen en la región son, en su mayoría, especies diminutas que suelen crecer en matas aisladas, como gruesas alfombras, para protegerse del frío o están cubiertas por gruesos pelos que ayudan a aislar y protegerlas de las duros vientos.
Algunas de las especies de plantas encontradas son Salix arctica, sauce ártico, cottongrass, kobresia, especies de musgo, rush madera, rush alambre, saxifraga púrpura, especies de Dryas, sedges, Diapensia, adormidera ártica, Dryas alpina, sorrel de montaña, musgo silene, arándano y brezo blanco ártico.
Las condiciones aquí son demasiado severas para que sobrevivan reptiles y anfibios y los insectos son raros en la región. El buey almizclero y el caribú son los únicos grandes herbívoros bien adaptados, mientras que el oso polar y el lobo ártico son los grandes carnívoros adaptados. Algunos pequeños herbívoros, como la liebre ártica y el lemming de collar, y pequeños carnívoros, como el zorro ártico y el stoat completan los habitantes terrestres de la región. Los mamíferos marinos incluyen narval, ballena beluga, morsa, foca anillada y foca barbuda.
La perdiz nival de patas peludas es un ave muy generalizada en esta desolada región. También son frecuentes algunas aves de presa, como el halcón gerifalte y el búho nival. Otra aves de tierra y marinas son el grueso de factura murre, la gaviota tridáctila de patas negras, Ruddy vuelvepiedras, correlimos gordo, Guillemot negro, generalizado chorlitejo grande, escasos chorlito anillado y fulmar norteño. Aves cantoras, como el hoary redpoll, redpoll común, la nieve bunting, y laponia longspur. La oca nival, el eider rey y el eider común, el loon de garganta roja son algunas especies de aves acuáticas que viven en la región.

## Clima
La cordillera Ártica es uno de los climas más inhóspitos de Canadá. Los inviernos son muy oscuros y largos, y la temperatura desciende a casi -35 °C, aunque en el extremo sur de la cordillera es algo más suave y el ambiente más húmedo. Solo alrededor de 1050 personas viven en la región, y se encuentran principalmente en las comunidades de Clyde River y Qikiqtarjuaq (antes conocido como isla Broughton). La mayoría de las personas que viven en la región viven de la caza, pesca, y captura de animales. 

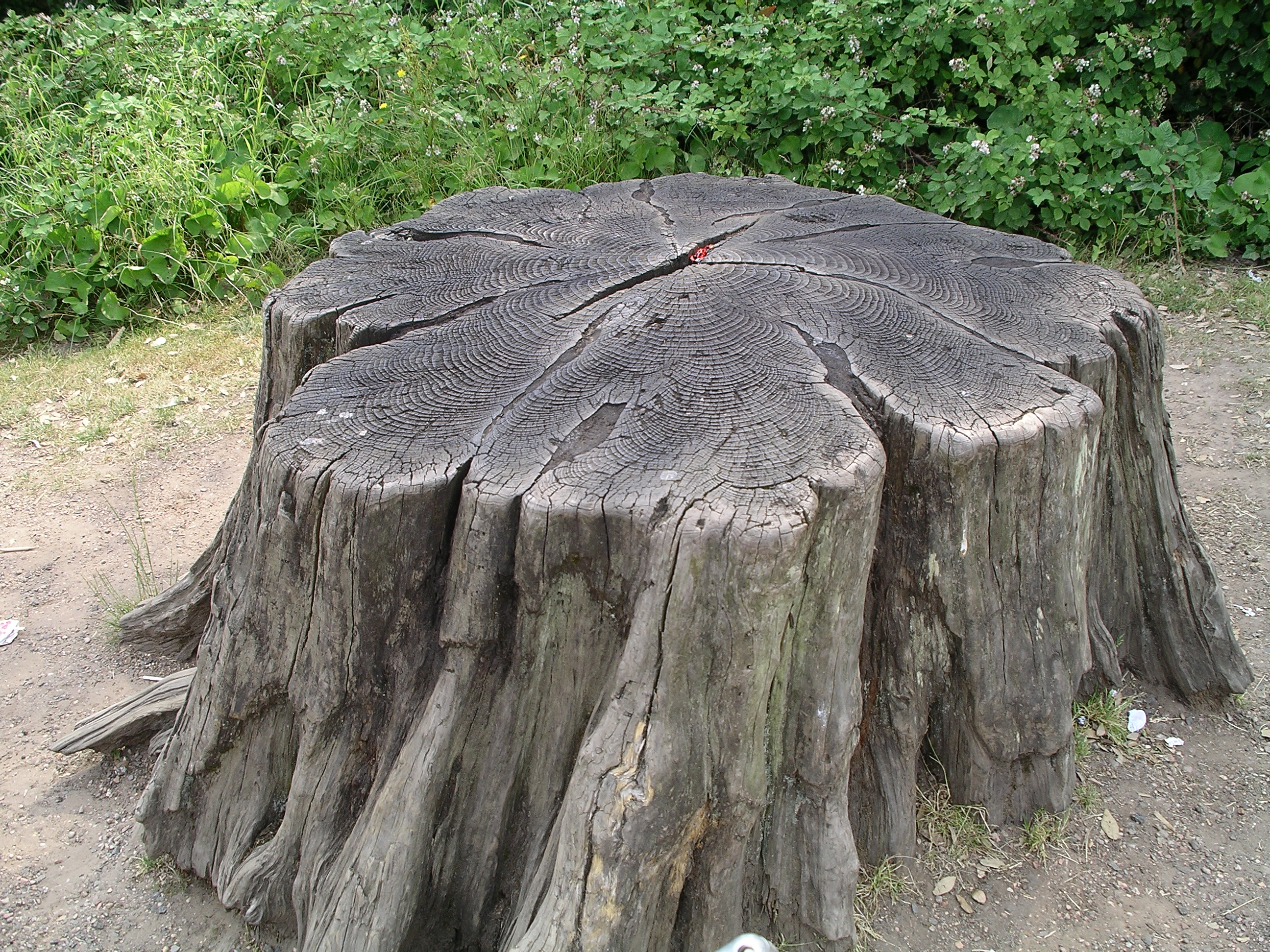
Uno de los tres tocones descubiertos en isla Axel Heiberg

Tres tocones fueron descubiertos en 1985 en isla Axel Heiberg, datados hace 40 millones de años, lo que indica que esta parte norte de la cordillera era más cálida y húmeda que en la actualidad.
Con el cambio climático, la biodiversidad de esta ecozona probablemente aumentará. A medida que la temperatura media suba, más especies podrán vivir en este hábitat hasta ahora frío y estéril. Dado que el límite en la actualidad a la biodiversidad de la cordillera Ártica es en gran parte debido a su clima frío y las condiciones del suelo, el efecto del cambio climático es probable que cause un aumento de la diversidad biológica espectacular. Por otra parte, el derretimiento de hielo y los glaciares va a permitir que prosperen más especies de plantas y provocará la aparición de muchas especies de hongos.
Si bien se prevé que la fusión de los glaciares será beneficiosa para la biodiversidad de la región, contribuirá a aumentar el nivel del mar y se sumergirán muchas partes bajas en otras naciones, incluso en Canadá, por lo que ese efecto aparentemente positivo tendrá también su lado negativo.

## Picos más altos
| Puesto | Foto | Nombre               | Altura (m) | Localización                   | Notas | Coordenadas                                       |
| ------ | ---- | -------------------- | ---------- | ------------------------------ | --- | ------------------------------------------------- |
| 1      |      | Pico Barbeau         | 2616       | Isla Ellesmere                 | Cordillera del Imperio Británico. Punto más alto en la parte oriental de América del Norte                 | 81°54′30″N 75°01′30″O / 81.90833, -75.02500       |
| 2      |      | Monte Whisler        | 2500       | Isla Ellesmere                 | Cordillera del Imperio Británico. 2.º más alto en la parte oriental de América del Norte                   | 82°01′N 74°32′O / 82.017, -74.533                 |
| 3      |      | Montaña Commonwealth | 2225       | Isla Ellesmere                 | Cordillera Challenger                                                                                      | 82°24′N 76°45′O / 82.400, -76.750                 |
| 4      |      | Monte Oxford         | 2210       | Isla Ellesmere                 | Cordillera del Imperio Británico                                                                           | 82°10′N 73°10′O / 82.167, -73.167                 |
| 5      |      | Pico Outlook         | 2210       | isla de Axel Heiberg           | Punto más alto de Axel Heiberg                                                                             | 79°44′24.0″N 91°24′00.0″O / 79.740000, -91.400000 |
| 6      |      | Monte Odín           | 2147       | Isla Baffin                    | Punto más alto en la isla de Baffin, en el interior de la península de Cumberland, en el fiordo Pangnirtun | 66°33′00.0″N 65°25′59.9″O / 66.550000, -65.433306 |
| 7      |      | Monte Asgard         | 2015       | Isla Baffin                    | En el interior de la península de Cumberland, en el fiordo Pangnirtun                                      | 66°40′N 65°16′O / 66.667, -65.267                 |
| 8      |      | Montaña Qiajivik     | 1963       | Isla Baffin                    | Norte, en la costa norte del North Arm Inlet                                                               | 72°10′57.0″N 75°54′24.0″O / 72.182500, -75.906667 |
| 9      |      | Montaña Angilaaq     | 1951       | Isla Bylot                     | Punto más alto de isla de Bylot, en las Montañas Byam Martin                                               | 73°13′41.9″N 78°37′14.9″O / 73.228306, -78.620806 |
| 10     |      | Pico Kisimngiuqtuq   | 1905       | Isla Baffin                    | Costa nororiental, en la península Remote                                                                  | 70°47′57.1″N 71°39′06.1″O / 70.799194, -71.651694 |
| 11     |      | Montaña Arrowhead    | 1860       | Isla Ellesmere                 | Cordillera del Imperio Británico                                                                           | 82°13′N 72°13′O / 82.217, -72.217                 |
| 12     |      | Monte Eugene         | 1850       | Isla Ellesmere                 | Cordillera de los Estados Unidos                                                                           | 82°25′N 66°47′O / 82.417, -66.783                 |
| 13     |      | Pico Ukpik           | 1809       | Isla Baffin                    | Costa nororiental, en la península Remote                                                                  | 70°41′39.1″N 71°20′30.1″O / 70.694194, -71.341694 |
| 14     |      | Monte Nukap          | 1780       | Isla Bylot                     | Montañas Byam Martin                                                                                       | 82°10′58.8″N 70°37′01.2″O / 82.183000, -70.617000 |
| 15     |      | Pico Bastille        | 1733       | Isla Baffin                    | Península de Cumberland, en el fiordo Pangnirtun                                                           | 66°46′01.2″N 65°04′58.8″O / 66.767000, -65.083000 |
| 16     |      | Monte Thule          | 1711       | Isla Bylot                     | Montañas Byam Martin                                                                                       | 73°01′01.2″N 78°25′01.2″O / 73.017000, -78.417000 |
| 17     |      | Montaña Angna        | 1710       | Isla Baffin                    | Península de Cumberland, en la costa oriental, en el fiordo Sunneshine                                     | 66°33′27.0″N 62°01′14.9″O / 66.557500, -62.020806 |
| 18     |      | Monte Thor           | 1675       | Isla Baffin                    | Península de Cumberland, en el fiordo Pangnirtun. La mayor caída vertical de la Tierra                     | 66°32′N 65°19′O / 66.533, -65.317                 |
| 19     |      | Monte Caubvick       | 1642       | Península del Labrador, Quebec | Punto más alto en el continente canadiense al este de Alberta                                              | 58°53′N 63°43′O / 58.883, -63.717                 |